# Conti e duchi d'Alençon
Il seguente è l'elenco dei conti, poi duchi, d'Alençon.

## Conti
Casato di Bellême 
- Guglielmo I († 1031), signore di Belleme e d'Alençon.
- Guglielmo II († 1052), signore di Belleme e d'Alençon.
- Mabel († 1079), signora di Belleme e d'Alençon, assieme al marito Ruggero II di Montgomery
- Ruggero II di Montgomery († 1094), signore di Montgomeri e d'Alençon e Conte di Shrewsbury.
- Roberto di Bellême († 1130), signore di Montgomeri, di Bellême e d'Alençon, Conte di Shrewsbury e Conte di Ponthieu.

- Guglielmo III († 1171), figlio di Agnese di Ponthieu e Roberto II di Bellême, signore di Montgomeri, di Bellême e d'Alençon, Conte di Shrewsbury e Conte di Ponthieu.
- Giovanni I (†1191), conte d'Alençon.
- Giovanni II (†1191), conte d'Alençon.
- Roberto I († v. 1217), conte d'Alençon.

 Capetingi 
 Ramo diretto 
- Pietro I († 1283), figlio di Luigi IX di Francia, ricevette in appannaggio Alençon e una parte del Perche.

 Valois 
- Carlo I, fratello di Filippo IV di Francia, ricevette in appannaggio l'Alençon;
- Carlo II, conte d'Alençon, (morto il 26 agosto 1346 alla battaglia di Crécy);
- Carlo III, conte d'Alençon († 1375), fattosi prete nel 1361;
- Pietro II, conte d'Alençon dal 1367, († 1404);
- Giovanni I (III), conte poi duca dal 1414.

## Duca d'Alençon
Ramo diretto dei Valois 
- Giovanni I (III), duca dal 1414 († 25 ottobre 1415 ad Azincourt);
- Giovanni II (IV), duca d'Alençon († 1476);
- Renato, duca d'Alençon († 1492);
- Carlo IV, duca d'Alençon († 1525).
- Margherita d'Angoulême, moglie di Carlo IV, che tenne il ducato sino alla morte (1549).

La coppia non ebbe figli (i Valois-Alençon si erano estinti) e il ducato d'Alençon fu incorporato nelle proprietà della corona di Francia.
 Appannaggi 
 Valois-Angoulême 
- Francesco di Francia, duca d'Alençon dal 1566, († 1584), figlio di re Enrico II.

 Borbone 
- Gastone d'Orléans, duca d'Alençon da 1646 († 1660), figlio di re Enrico IV;
- Carlo, duca di Berry, duca d'Alençon dal 1710 († 1714), figlio di Luigi, il Gran Delfino, nipote del Re Sole, portò il titolo di duca d'Alençon, sebbene il ducato fosse appannaggio di suo padre.
- Luigi, duca d'Alençon dal 1774, poi re di Francia come Luigi XVIII.

 Monarchia di Luglio 
- Ferdinando d'Orléans (1844-1910), duca d'Alençon dal 1844;
- Emanuele d'Orléans, duca d'Alençon (1872-1932).